# Bechet
Bechet este un oraș în județul Dolj, Oltenia, România. Este situat în sudul județului, fiind unul dintre cele două porturi dunărene ale județului Dolj, alături de Calafat. La Bechet există un punct de trecere a frontierei către Bulgaria. Trecerea se face cu bacul între Bechet și orașul bulgar Rahova.

## Date generale
În portul Bechet se organizează anual serbarea zilei Marinei, la 15 august, unde au loc diverse jocuri marinărești, plimbări pe Dunăre, precum și serbări câmpenești. În apropierea orașului Bechet se află Mănăstirea Sadova și pădurea seculară de la Zaval, unde în fiecare an, în prima duminică a lunii august, se organizează un frumos festival.
Bechet este un nod rutier pe aici trecând drumurile naționale Craiova - Bechet, Calafat - Bechet și Bechet - Corabia. Din orașul port Bechet se poate ajunge relativ repede la Sofia și de aici în Grecia, acesta fiind unul din traseele preferate de către majoritatea transportatorilor, precum și de agențiile de turism, pentru a tranzita Bulgaria și a se îndrepta spre Grecia sau Turcia.

## Geografie
Orașul Bechet este situat la 67 km distanță de Craiova, 45 km de Corabia și 95 km de Calafat.
Altitudinea Bechetului este cuprinsă între 23 m în luncă (lângă Dunăre) și 40 m (în zona nisipurilor).

### Climă
Bechetul este situat în zona de silvostepă a Câmpiei Române, temperatura medie este de 11 °C iar cantitatea medie anuală de precipitații este de 500 mm.

#### Temperatură
Cea mai călduroasă lună a fost august 2003 care a avut o medie de 26,4 °C, iar cea mai rece lună a fost ianuarie 2006 care a avut o medie de –5,5 °C. Cel mai călduros an din ultimii 50 de ani a fost anul 2002 cu o medie de 12,8 °C, iar cel mai rece a fost anul 2006 cu o medie de 11,5 °C.

#### Vânturi
În timpul primăverii bate Austrul (pe direcția V–E) iar în timpul iernii predomină Crivățul (pe direcția N–E și E).

#### Precipitații
Media pe ultimii 50 de ani este de 505,6 mm. Cel mai umed an este 2005 cu 701,8 mm și cel mai secetos este anul 2004 cu 437,9 mm.

## Demografie
Componența etnică a orașului Bechet
     Români (77,98%)
     Romi (18,37%)
     Alte etnii (0,37%)
     Necunoscută (3,28%)
Componența confesională a orașului Bechet
     Ortodocși (93,62%)
     Fără religie (1,22%)
     Alte religii (1,31%)
     Necunoscută (3,86%)
Conform recensământului efectuat în 2021, populația orașului Bechet se ridică la 4.355 de locuitori, în creștere față de recensământul anterior din 2011, când fuseseră înregistrați 3.657 de locuitori. Majoritatea locuitorilor sunt români (77,98%), cu o minoritate de romi (18,37%), iar pentru 3,28% nu se cunoaște apartenența etnică. Din punct de vedere confesional, majoritatea locuitorilor sunt ortodocși (93,62%), cu o minoritate de fără religie (1,22%), iar pentru 3,86% nu se cunoaște apartenența confesională.

## Politică și administrație
Orașul Bechet este administrat de un primar și un consiliu local compus din 13 consilieri. Primarul, Adrian Glăvan[*], de la Partidul Social Democrat, este în funcție din 2016. Începând cu alegerile locale din 2024, consiliul local are următoarea componență pe partide politice:
|  | Partid                    | Consilieri | Componența Consiliului | Componența Consiliului | Componența Consiliului | Componența Consiliului | Componența Consiliului | Componența Consiliului | Componența Consiliului | Componența Consiliului |
|  | ------------------------- | ---------- | ---------------------- | ---------------------- | ---------------------- | ---------------------- | ---------------------- | ---------------------- | ---------------------- | ---------------------- |
|  | Partidul Social Democrat  | 8          |                        |                        |                        |                        |                        |                        |                        |                        |
|  | Partidul Național Liberal | 4          |                        |                        |                        |                        |                        |                        |                        |                        |
|  | Uniunea Salvați România   | 1          |                        |                        |                        |                        |                        |                        |                        |                        |

## Personalități născute aici
- Emilia Milicescu (1908 - 1999), scriitoare;
- Cornel Durău (n. 1957), handbalist.

## Galerie de imagini

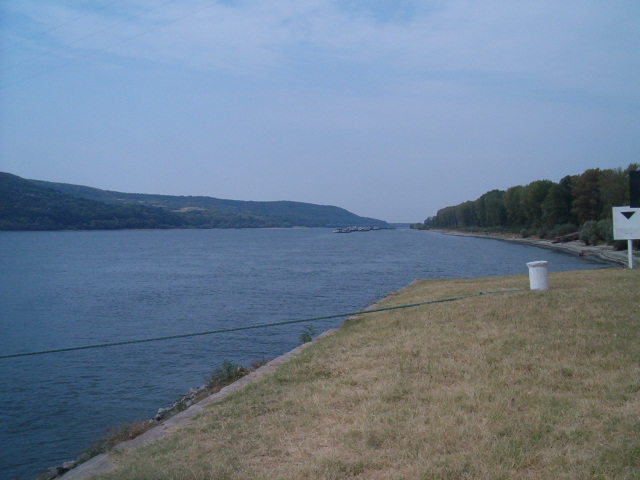
Dunărea la Bechet
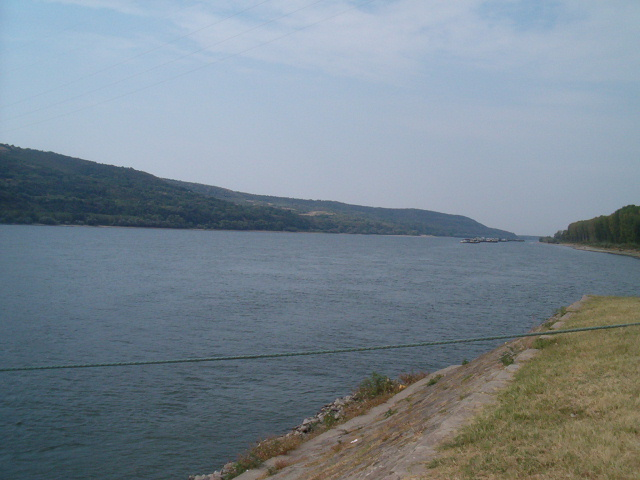
Dunărea la Bechet
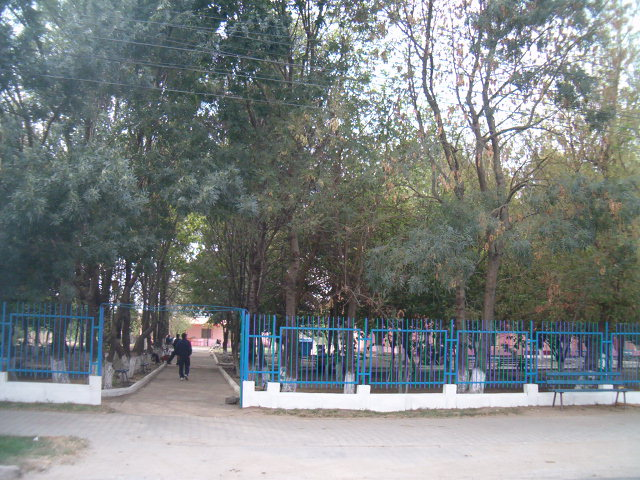
Intrarea în parcul orașului
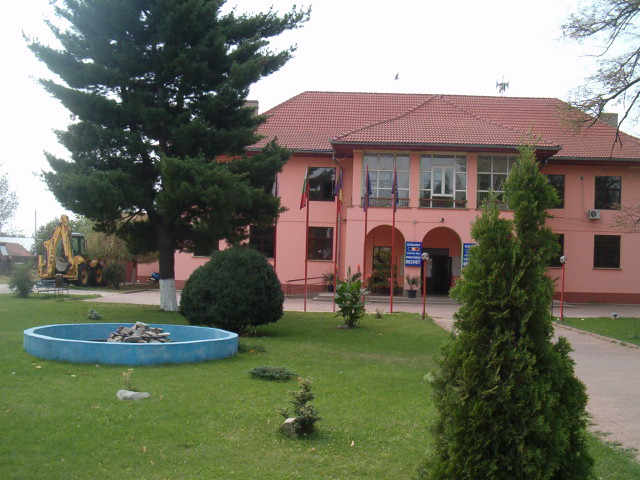
Primăria orașului Bechet

## Vezi și
- Portul Bechet
- Coridorul Jiului (sit de importanță comunitară)